# Nikol Laurnaga
Nikol Wendy Laurnaga Álvarez (Maldonado, Departamento de Maldonado, Uruguay; 1 de marzo de 2002) es una futbolista uruguaya. Juega de mediocampista en River Plate de la Primera División A de Argentina.

## Trayectoria

### Inicios en Uruguay
Inició su carrera en Liverpool FC, luego tuvo un paso de una temporada en Atenas en 2021.

#### Nacional
En mayo de 2022 fue presentada como refuerzo de el Bolso.

### San Luis FC
Para la temporada 2023 fichó por San Luis FC, club con el cual logró el gol del ascenso a Primera División de Argentina.

### River Plate
En la temporada 2025 firma contrato con las Millonarias.

## Estadísticas

### Clubes
| Club         | País      | Año             |
| ------------ | --------- | --------------- |
| Liverpool FC | Uruguay   | 2018 - 2021     |
| Atenas       | Uruguay   | 2021 - 2022     |
| Nacional     | Uruguay   | 2022 - 2023     |
| San Luis FC  | Argentina | 2023 - 2024     |
| River Plate  | Argentina | 2025 - presente |